# AutoStitch
AutoStitch ist eine Grafiksoftware für Stitching. Das Programm synthetisiert Panoramabilder aus geeigneten Einzelaufnahmen insbesondere von Digitalkameras. 
Es wurde von Matthew Brown und David G. Lowe vom Department for Computer Science der University of British Columbia entwickelt. Brown arbeitet mittlerweile bei Microsoft am selben Thema weiter.
Zurzeit ist eine Demonstrationsversion für Microsoft Windows erhältlich, die auch unter Wine lauffähig ist. Weitere kommerzielle Produkte, die zum Teil auch unter Apple Macintosh und Linux laufen, verwenden AutoStitch (Autopano Pro, Serif PanoramaPlus, Calico).
Mit AutoStitch erstellte Panoramen dürfen privat und kommerziell frei und ohne Lizenzgebühr verwendet und veröffentlicht werden, jedoch muss bei der Veröffentlichung ein Verweis auf das Programm erfolgen.
Das Bedienungskonzept der Demo ist rein technisch orientiert, auf einer Konfigurationsseite können die Standardparameter der Software numerisch verändert werden; eine Vorschau, Online-Hilfe oder ähnliche Hilfsmittel fehlen. Bei der Demo-Version sind die Programmoberfläche und die kurze Dokumentation nur in englischer Sprache verfügbar. 

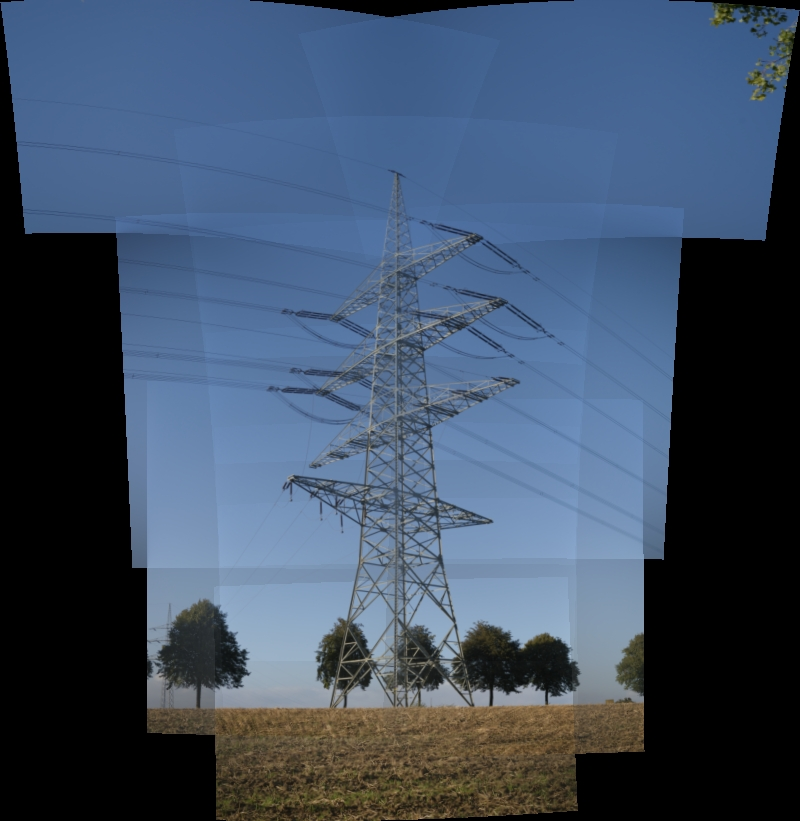
Bewusst falsch eingestellte Parameter für den Belichtungsausgleich machen die Einzelbilder eines mehrreihigen Stitching sichtbar

Das Programm kann automatisch Panoramabilder bis zu einem Blickwinkel von 360° × 180° erzeugen. Es kann auch Bilder verarbeiten, die in verschiedenen Vertikalwinkeln und verschiedenen Vergrößerungen erstellt wurden. In der Demo-Version wird lediglich eine sphärische Projektion verwendet.
Das Programm ermittelt insbesondere charakteristische Gebilde in den verschiedenen Einzelaufnahmen mit Hilfe des Algorithmus SIFT für die Bilderkennung, der von Lowe entwickelt wurde. Das Maß der Übereinstimmung und die Bildposen werden mit Hilfe des RANSAC-Algorithmus berechnet.